# Pterygophyllum telmaphilum
Pterygophyllum telmaphilum là một loài Rêu trong họ Hookeriaceae. Loài này được (Colenso) Broth. ex Paris mô tả khoa học đầu tiên năm 1909.